# オトバラ
『ひろにゃんといわみんのミュージックバラエティーオトバラ』（通称オトバラ）は、2014年5月13日から動画サイトニコニコ動画にてPIECE CHANNELの提供放送されているトークバラエティ番組である。

## 概要
ニコニコ生放送で放送されているMCChat Noir國定拓弥と岩見透によるトークバラエティ番組。
MCと週代わりのレギュラー陣による雑談で進行する。

## 出演者

### MC
- 國定拓弥(Chat Noir)
- 岩見透

### 各週レギュラー
- 1週目：Chat Noir /誠/ko-ji/高山大
- 2週目：オタカツ / オタユキ/楠瀬功也
- 3週目：カラフルパレット / あきひろ/Yu-ki
- 4週目：ミラクル☆歌劇団 / 友咲/遥
- 5週目：レギュラー全員出演

### 過去の出演者
- 新選組リアン（番組開始から2014年9月30日まで出演）

新選組リアン内のメンバーから毎月1人～3人が出演。通常回では2014年9月5日の放送を最後にレギュラーを卒業した。（その後同月30日のトクバラで榊原徹士の出演が決定した）
レギュラー卒業後も関義哉は2回ゲストとして第1週目に出演している。
- 元Chat Noir鳴島史晃（番組開始から2015年4月7日まで）
- 元Chat NoirYo-Hey（番組開始から2015年5月5日まで）
- オトイロハ（2014年10月から2015年3月まで）